# Sarcolestes
Sarcolestes leedsi
Genre
Espèce
Sarcolestes est un genre éteint de dinosaures ornithischiens ankylosauriens du Jurassique moyen. Il n'est connu que par une seule mandibule partielle et de quelques fragments trouvés en Angleterre. qui ont été décrits comme l'holotype de l'espèce type et seule espèce connue du genre : Sarcolestes leedsi.

## Validité du genre
Il a été suggéré par Peter Galton en 1980 que ce dinosaure appartiendrait à la famille des Nodosauridae.
Cette hypothèse a été réfutée depuis par plusieurs équipes de paléontologues :
- par Vickaryous et al.[2] (2004) qui le considèrent comme un ankylosaurien incertae sedis ;
- par Pereda-Suberbiola et al.[3] en 2007 qui remettent en cause l'attribution à la famille des nodosauridés et même la validité du taxon ;
- par Thompson et al. en 2011[4] qui ne retiennent pas Sarcolestes comme un Nodosauridae.